# سوکولووو (استان بورگاس)
سوکولووو (به بلغاری: Sokolovo) یک منطقهٔ مسکونی در بلغارستان است که در استان بورگاس واقع شده‌است.